# アド・ノージアム
アド・ノージアム（羅: Ad nauseam）とは、ラテン語で、「吐き気を催すまで」延々と続けられた議論や討論を言う。例えば、"this has been discussed ad nauseam" と言えば、その議題が広範にわたって議論され、関係者がうんざりしていることを表わす。矛盾はしていないことから自分の立場は正しいと主張するために、会話を吐き気さえ催すような状態に引きずり込む誤謬は、「無限の議論」(argumentum ad infinitum)、「繰り返しの議論」(argument from repetition) とも呼ばれる。
この用語はアメリカン・ヘリテージ・ディクショナリによって、「嫌な」「馬鹿げた」「吐き気がする程度に」と定義されている。口語的には、「誰もそれについてそれ以上議論する気がしなくなるまで」の意で使われることがある。